# 1947年全米選手権 (テニス)
1947年 全米選手権（1947ねんぜんべいせんしゅけん）に関する記事。

## 大会の流れ
- 1881年から1967年まで、全米選手権は各部門が個別の名称を持ち、大会会場も別々のテニスクラブで開かれた。これが他の3つのテニス4大大会と大きく異なる点である。
  - 男子シングルス　名称：全米シングルス選手権（U.S. National Singles Championship）／会場：ニューヨーク市クイーンズ区フォレストヒルズ、ウエストサイド・テニスクラブ　（1924年-1977年）
  - 女子シングルス　名称：全米女子シングルス選手権（U.S. Women's National Singles Championship）／会場：フォレストヒルズ、ウエストサイド・テニスクラブ　（1921年-1977年）
  - 男子ダブルス　名称：全米ダブルス選手権（U.S. National Doubles Championship）／会場：マサチューセッツ州ボストン市、ロングウッド・クリケット・クラブ　（1946年-1967年まで）
  - 女子ダブルス　名称：全米女子ダブルス選手権（U.S. Women's National Doubles Championship）／会場：ボストン、ロングウッド・クリケット・クラブ　（1946年-1967年まで）
  - 混合ダブルス　名称：全米混合ダブルス選手権（U.S. Mixed Doubles Championship）／会場：フォレストヒルズ、ウエストサイド・テニスクラブ　（1942年-1977年）
- 終戦後の全米選手権では、男子ダブルス・女子ダブルスの2部門がボストンの「ロングウッド・クリケット・クラブ」で開かれ、他の3部門（男女シングルス・混合ダブルス）はフォレストヒルズで行われた。

## シード選手

### 男子シングルス
（アメリカ人シード選手：10名）
1. ジャック・クレーマー　（優勝、大会2連覇）
2. フランク・パーカー　（準優勝）
3. トム・ブラウン　（ベスト8）
4. ガードナー・ムロイ　（ベスト8）
5. ビル・タルバート　（1回戦、途中棄権）
6. パンチョ・セグラ　（ベスト8）
7. ボブ・ファルケンバーグ　（ベスト8）
8. エディ・モイラン　（4回戦）
9. ビック・セイシャス　（4回戦）
10. アール・コチェル　（1回戦）

（外国人シード選手：10名）
1. ジョン・ブロムウィッチ　（ベスト4）
2. ヤロスラフ・ドロブニー　（ベスト4）
3. ディニー・ペイルズ　（4回戦）
4. コリン・ロング　（4回戦）
5. トルステン・ヨハンソン　（4回戦）
6. ジェフ・ブラウン　（4回戦）
7. ビル・シッドウェル　（3回戦）
8. ウラジミール・チェルニーク　（3回戦）
9. エンリケ・モレア　（3回戦）
10. ベルナール・デストレモー　（3回戦）

### 女子シングルス
（アメリカ人シード選手：8名）
1. マーガレット・オズボーン・デュポン　（準優勝）
2. ルイーズ・ブラフ　（初優勝）
3. ドリス・ハート　（ベスト4）
4. パトリシア・カニング・トッド　（ベスト8）
5. シャーリー・フライ　（3回戦）
6. メアリー・アーノルド・プレンティス　（3回戦）
7. ドロシー・ヘッド　（ベスト8）
8. バーバラ・クレイス　（ベスト8）

（外国人シード選手：8名）
1. ナンシー・ウィン・ボルトン　（ベスト4）
2. ベティ・ヒルトン　（3回戦）
3. モリー・ブレア　（2回戦）
4. マグダ・ルラック　（ベスト8）
5. ネル・ホール・ホップマン　（2回戦）
6. ジョイ・ギャノン　（1回戦）
7. ジーン・クォーティアー　（3回戦）
8. エレーヌ・フィルズ　（1回戦）

## 大会経過

### 男子シングルス
準々決勝
- ジャック・クレーマー vs.  ボブ・ファルケンバーグ　6-2, 7-5, 6-1
- ヤロスラフ・ドロブニー vs.  トム・ブラウン　7-5, 6-3, 6-4
- フランク・パーカー vs.  パンチョ・セグラ　6-3, 11-9, 6-4
- ジョン・ブロムウィッチ vs.  ガードナー・ムロイ　7-5, 6-1, 6-1

準決勝
- ジャック・クレーマー vs.  ヤロスラフ・ドロブニー　3-6, 6-3, 6-0, 6-1
- フランク・パーカー vs.  ジョン・ブロムウィッチ　6-3, 4-6, 6-3, 6-8, 8-6

### 女子シングルス
準々決勝
- ルイーズ・ブラフ vs.  ドロシー・ヘッド　6-8, 6-2, 6-0
- ナンシー・ウィン・ボルトン vs.  パトリシア・カニング・トッド　6-4, 6-1
- マーガレット・オズボーン・デュポン vs.  マグダ・ルラック　6-4, 6-4
- ドリス・ハート vs.  バーバラ・クレイス　8-6, 6-2

準決勝
- ルイーズ・ブラフ vs.  ナンシー・ウィン・ボルトン　4-6, 6-4, 7-5
- マーガレット・オズボーン・デュポン vs.  ドリス・ハート　7-5, 7-5

## 決勝戦の結果
- 男子シングルス： ジャック・クレーマー vs.  フランク・パーカー　4-6, 2-6, 6-1, 6-0, 6-3
- 女子シングルス： ルイーズ・ブラフ vs.  マーガレット・オズボーン・デュポン　8-6, 4-6, 6-1
- 男子ダブルス： ジャック・クレーマー＆ テッド・シュローダー vs.  ビル・タルバート＆ ビル・シッドウェル　6-4, 7-5, 6-3
- 女子ダブルス： ルイーズ・ブラフ＆ マーガレット・オズボーン・デュポン vs.  パトリシア・カニング・トッド＆ ドリス・ハート　5-7, 6-3, 7-5
- 混合ダブルス： ジョン・ブロムウィッチ＆ ルイーズ・ブラフ vs.  パンチョ・セグラ＆ ガートルード・モラン　6-3, 6-1